# منى لي
منى لي (بالإنجليزية: Muna Lee)‏ هي عدائة مسافات قصيرة أمريكية ولدت في يوم 30 أكتوبر 1981 في مدينة ليتل روك في ولاية أركنساس في الولايات المتحدة، أبرز منى لي في سباقات ال100 و200 متر، وأبرز إنجازاتها تحقيقها الميدالية الذهبية مع الفريق الأمريكي في بطولة العالم لألعاب القوى 2005 في هلسنكي.

## روابط خارجية
- منى لي على موقع الاتحاد الدولي لألعاب القوى (الإنجليزية)
- منى لي على موقع الدوري الماسي (الإنجليزية)
- منى لي على موقع اللجنة الأولمبية الدولية (الإنجليزية)
- منى لي على موقع أوليمبيديا (الإنجليزية)
- منى لي على موقع اللجنة الأولمبية والبارالمبية الأمريكية (الإنجليزية)